# Zinkensdamm (tunnelbanestation)
Zinkensdamm är en tunnelbanestation längs Stockholms tunnelbana. Den är belägen på den röda linjen som invigdes 5 april 1964. Den ligger mellan Hornstull och Mariatorget, under kvarteret Bjälken, ungefär vid Brännkyrkagatan från Ringvägen till Ansgariegatan, 1,7 kilometer från Slussen. Stationen har endast en biljetthall och en entré till denna.

## Beskrivning
Plattformen ligger i bergrum, ungefär 19 meter under Ringvägen, ingången ligger vid Ringvägen 8. Väggarna är ljusgrå och klädda med vinröd keramik. Målningarna på gavlarna är gjorda av Göran T Karlsson och John Stenborg, 1991 respektive 2003. Konstnärerna har genomfört varsin målning på perrongerna. Göran T Karlsson står för målningarna på plattformen för södergående tåg och Johan Stenborg på den andra sidan.
Konstnärerna har utfört vardera två målningar. Målningarna är avsedda att markera stationens avslutning och bromsa oändligheten i kakelsättningens mönster.
På Zinkensdamms tunnelbanestation pågår det sedan 1998 tillfälliga konstutställningar av färgbilder insprängda bland reklamaffischerna. Bilderna byts ut en gång per år. Under perioden februari 2010 – februari 2011 hängde Jens Fänges bilder på temat "Nachtspiel" på stationens väggar. Tidigare har Lotta Kühlhorns bilder (2009) visats och ännu tidigare Tomas Nordbergs bilder (2006).

## Fotogalleri

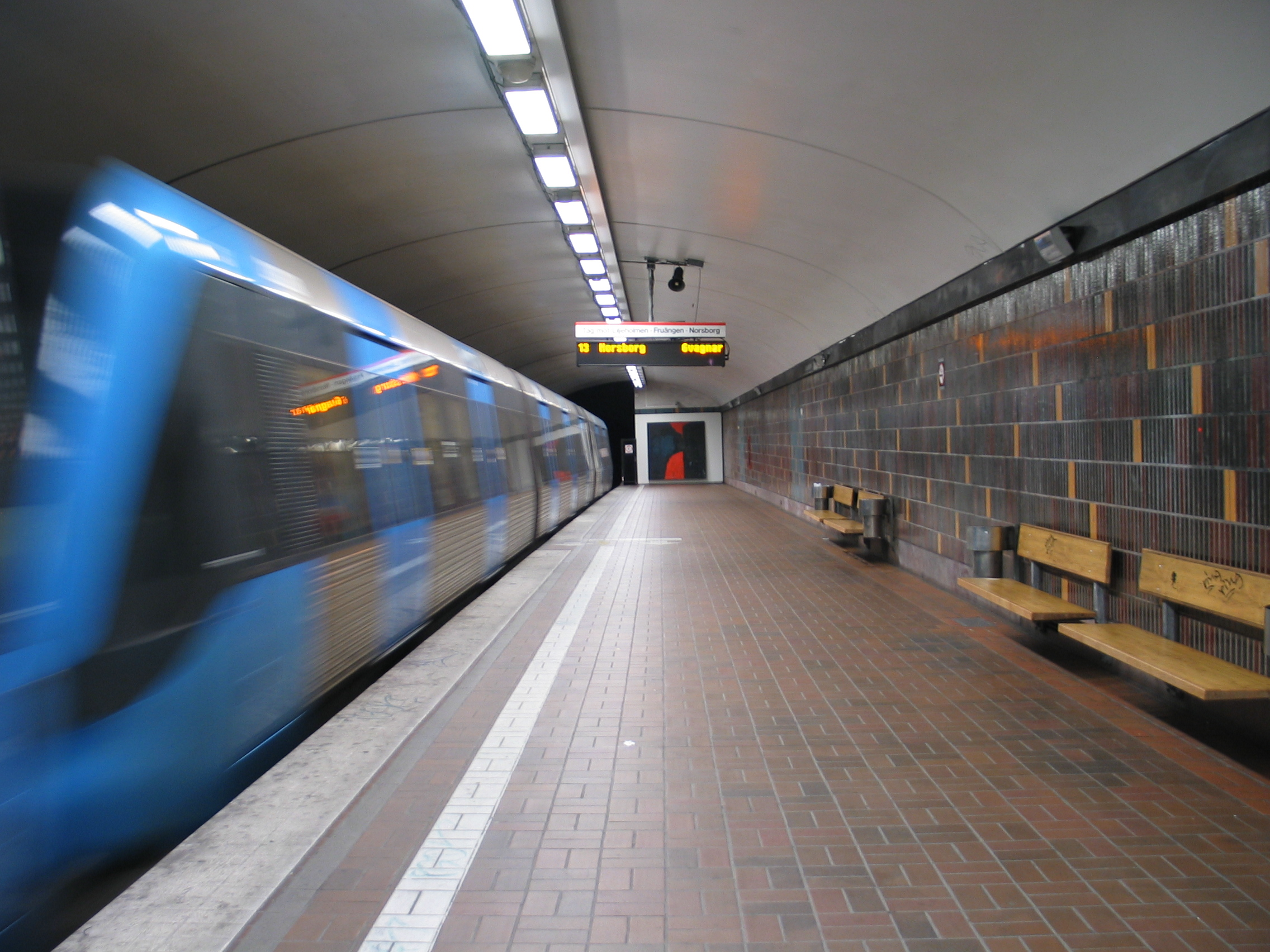
Perrong
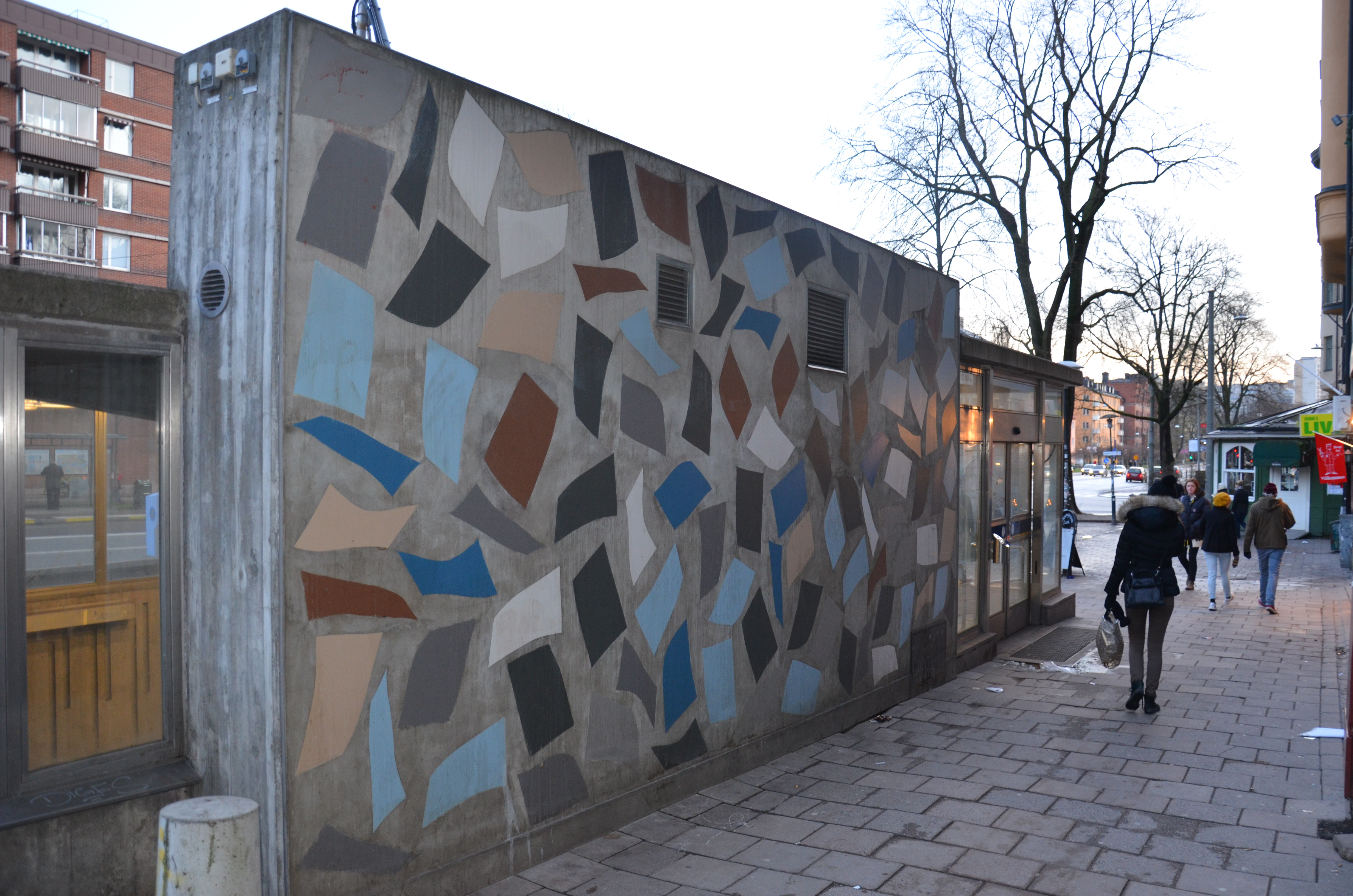
Keramikvägg av John Stenborg vid uppgången på Ringvägen